# Alis Manukyan
Alis Manukyan (Istanbul, 11 de juny de 1934) és una cantant de l'Òpera estatal turca. És soprano. Pertanyent a la comunitat armènia de Turquia, va estar casada amb el professor Arman Manukyan, fins a la seva mort l'any 2012.